# Club The Strongest
Il Club The Strongest è una società polisportiva boliviana avente sede nella città di La Paz e nota per la sua squadra calcistica, che milita nella Primera División, la massima serie del campionato boliviano di calcio.

## Storia
Fondata nel 1908, è l'unica squadra di La Paz a non essere mai retrocessa in seconda divisione da quando è stato istituito il campionato di calcio professionistico boliviano. La polisportiva ha ottenuto buoni risultati anche in sport quali tennis, basket, nuoto e atletica, oltre che nel calcio.
I colori della maglia del The Strongest sono gialli e neri a strisce verticali con pantaloncini neri e calzettoni gialli. La seconda divisa è interamente nera.
Inizialmente vennero scelti come colori sociali il verde ed il giallo ma uno dei soci fondatori propose di scegliere il giallo ed il nero, i colori del negrito della Bolivia.
Il The Strongest gioca le sue partite casalinghe nello stadio Rafael Mendoza Castellón.

## Organico

### Rosa 2021
Aggiornata al 3 gennaio 2021.
| N. |                     | Ruolo | Calciatore        |
| -- | ------------------- | ----- | ----------------- |
| 1  | Bolivia (bandiera)  | P     | Hugo Landivar     |
| 2  | Bolivia (bandiera)  | D     | Maximiliano Ortiz |
| 4  | Bolivia (bandiera)  | D     | José Sagredo      |
| 5  | Bolivia (bandiera)  | D     | Fernando Martelli |
| 6  | Bolivia (bandiera)  | C     | Carlos Áñez       |
| 7  | Bolivia (bandiera)  | D     | Saúl Torres       |
| 8  | Bolivia (bandiera)  | C     | Ramiro Vaca       |
| 9  | Colombia (bandiera) | A     | Harold Reina      |
| 10 | Bolivia (bandiera)  | C     | Raúl Castro       |
| 11 | Bolivia (bandiera)  | C     | Jhasmani Campos   |
| 12 | Bolivia (bandiera)  | D     | Jaime Villamil    |
| 13 | Bolivia (bandiera)  | A     | Gabriel Sotomayor |
| 14 | Bolivia (bandiera)  | D     | Diego Wayar       |
| 15 | Bolivia (bandiera)  | D     | Juan Valverde     |
| 16 | Bolivia (bandiera)  | C     | Wálter Veizaga    |
| 17 | Bolivia (bandiera)  | D     | Marvin Bejarano   |

| N. |                     | Ruolo | Calciatore        |
| -- | ------------------- | ----- | ----------------- |
| 18 | Colombia (bandiera) | A     | Jair Reinoso      |
| 19 | Bolivia (bandiera)  | P     | Daniel Vaca       |
| 20 | Bolivia (bandiera)  | C     | Rudy Cardozo      |
| 21 | Bolivia (bandiera)  | C     | Michael Arzabe    |
| 22 | Uruguay (bandiera)  | D     | Gonzalo Castillo  |
| 23 | Bolivia (bandiera)  | C     | Jeyson Chura      |
| 24 | Bolivia (bandiera)  | P     | Diego Zamora      |
| 25 | Bolivia (bandiera)  | A     | Moisés Calero     |
| 27 | Bolivia (bandiera)  | A     | Matías Romero     |
| 28 | Bolivia (bandiera)  | C     | Franz Gonzales    |
| 29 | Bolivia (bandiera)  | D     | Luis Demiquel     |
| 31 | Ecuador (bandiera)  | A     | Tomás Bascón      |
| 93 | Brasile (bandiera)  | A     | Willie            |
| 99 | Panama (bandiera)   | A     | Rolando Blackburn |
|    | Bolivia (bandiera)  | C     | Henry Vaca        |

### Rosa 2019
| N. |                     | Ruolo | Calciatore        |
| -- | ------------------- | ----- | ----------------- |
| 1  | Bolivia (bandiera)  | P     | Pedro Galindo     |
| 2  | Bolivia (bandiera)  | D     | Maximiliano Ortiz |
| 3  | Bolivia (bandiera)  | D     | Luis Rodríguez    |
| 4  | Bolivia (bandiera)  | D     | José Sagredo      |
| 5  | Bolivia (bandiera)  | D     | Fernando Martelli |
| 7  | Bolivia (bandiera)  | A     | Rodrigo Vargas    |
| 8  | Bolivia (bandiera)  | C     | Ramiro Vaca       |
| 9  | Colombia (bandiera) | A     | Harold Reina      |
| 10 | Bolivia (bandiera)  | C     | Raúl Castro       |
| 11 | Bolivia (bandiera)  | C     | Jhasmani Campos   |
| 12 | Bolivia (bandiera)  | P     | Jhohan Gutiérrez  |
| 14 | Bolivia (bandiera)  | D     | Diego Wayar       |
| 15 | Bolivia (bandiera)  | C     | Richet Gómez      |
| 16 | Bolivia (bandiera)  | C     | Wálter Veizaga    |

| N. |                      | Ruolo | Calciatore         |
| -- | -------------------- | ----- | ------------------ |
| 17 | Bolivia (bandiera)   | D     | Marvin Bejarano    |
| 18 | Colombia (bandiera)  | A     | Jair Reinoso       |
| 19 | Bolivia (bandiera)   | P     | Daniel Vaca        |
| 20 | Bolivia (bandiera)   | C     | Rudy Cardozo       |
| 21 | Bolivia (bandiera)   | D     | David Checa        |
| 22 | Bolivia (bandiera)   | D     | Gabriel Valverde   |
| 24 | Venezuela (bandiera) | A     | Dany Cure          |
| 25 | Bolivia (bandiera)   | A     | Moisés Calero      |
| 26 | Bolivia (bandiera)   | A     | Gabriel Sotomayor  |
| 28 | Bolivia (bandiera)   | P     | Hugo Landivar      |
| 29 | Bolivia (bandiera)   | D     | Luis Demiquel      |
| 29 | Ecuador (bandiera)   | A     | Ronaldo Alencastro |
| 34 | Argentina (bandiera) | D     | Agustín Jara       |

### Rosa 2014-2015
| N. |                      | Ruolo | Calciatore           |
| -- | -------------------- | ----- | -------------------- |
| 1  | Bolivia (bandiera)   | P     | Marcos Vaca          |
| 2  | Paraguay (bandiera)  | D     | Germán Centurión     |
| 3  | Bolivia (bandiera)   | C     | Alejandro Chumacero  |
| 5  | Brasile (bandiera)   | D     | Luis Martelli        |
| 6  | Bolivia (bandiera)   | D     | Abraham Cabrera      |
| 7  | Bolivia (bandiera)   | C     | Marcos Paz           |
| 8  | Uruguay (bandiera)   | C     | Maximiliano Bajter   |
| 9  | Argentina (bandiera) | A     | Bernardo Cuesta      |
| 10 | Bolivia (bandiera)   | C     | Pablo Daniel Escobar |
| 11 | Paraguay (bandiera)  | C     | Ernesto Cristaldo    |
| 12 | Bolivia (bandiera)   | D     | Jair Torrico         |
| 13 | Bolivia (bandiera)   | D     | Enrique Parada       |
| 14 | Bolivia (bandiera)   | C     | Diego Wayar          |

| N. |                      | Ruolo | Calciatore         |
| -- | -------------------- | ----- | ------------------ |
| 15 | Bolivia (bandiera)   | A     | Luis Hernán Melgar |
| 17 | Bolivia (bandiera)   | C     | Nelvin Solíz       |
| 18 | Bolivia (bandiera)   | A     | Rodrigo Ramallo    |
| 19 | Bolivia (bandiera)   | P     | Daniel Vaca        |
| 20 | Bolivia (bandiera)   | C     | Gabriel Ríos       |
| 21 | Bolivia (bandiera)   | D     | David Checa        |
| 22 | Bolivia (bandiera)   | C     | Daniel Chávez      |
| 23 | Bolivia (bandiera)   | D     | Miguel Quiroga     |
| 24 | Bolivia (bandiera)   | C     | Víctor Hugo Melgar |
| 25 | Bolivia (bandiera)   | P     | Gustavo Fernández  |
| 26 | Bolivia (bandiera)   | C     | Raúl Castro        |
| 29 | Argentina (bandiera) | A     | Abel Mendez        |

## Palmarès

### Leghe regionali e semiprofessionali
- Coppa della prefettura: 1

1911
- Lega di La Paz: 21

1914 (Coppa "Max de la Vega"), 1914 (Coppa "Bautista Saavedra"), 1916 (Trofeo "Buque Quinteros"), 1916 (Campionato "20 de Octubre"), 1917, 1922, 1923, 1924, 1925, 1930, 1935, 1938, 1943, 1945, 1946, 1952, 1963, 1964, 1970, 1971, 1974
- Campionato nazionale: 2

1964, 1974

### Campionati professionistici
- Liga de Fútbol Profesional Boliviano: 16

1952, 1964, 1974, 1977, 1986, 1989, 1993, 2003 (Apertura e Clausura), 2004 (Clausura), 2011-12 (Apertura e Clausura), 2012-13 (Apertura), 2013-14 (Apertura), 2016-17 (Apertura), 2023
- Copa Aerosur: 1

2007
- Copa Bolivia: 3

1977, 1984, 2000

### Altri piazzamenti
- Campionato boliviano:

Secondo posto: 1979, 1980, 1988, Apertura 1996, Apertura 1997, Apertura 1998, Clausura 2000, Apertura 2002, Adecuación 2005, Clausura 2015, Clausura 2016,  Clausura 2017, Apertura 2018, Clausura 2018, Apertura 2019
Terzo posto: 1994, Clausura 2002
- Copa Aerosur:

Finalista: 2006

## Risultati nelle competizioni CONMEBOL
- Coppa Libertadores: 23 partecipazioni

1965: Prima fase
1971: Prima fase
1975: Prima fase
1978: Prima fase
1980: Prima fase
1981: Prima fase
1982: Prima fase
1987: Prima fase
1989: Prima fase
1990: Ottavi di finale
1994: Ottavi di finale
2000: Prima fase
2001: Prima fase
2003: Prima fase
2004: Prima fase
2005: Prima fase
2006: Fase Gironi
2012: Fase Gironi
2013: Fase Gironi
2014: Ottavi di finale
2015: Fase Gironi
2016: Fase Gironi
- Coppa Sudamericana: 4 partecipazioni

2003: Quarti di finale
2005: Ottavi di finale
2011: Primo turno
2013: Primo turno

## Record
- È stato il primo club a vincere il campionato nell'anno dell'istituzione della Liga de Fútbol Profesional Boliviano (1977)
- Primo club boliviano a vincere una partita ufficiale fuori dalla Bolivia (1-0 contro il Deportivo Quito nella Coppa Libertadores del 1965)